# Grandezza (filosofia)
Al concetto di grandezza in filosofia sono state date diverse definizioni.

## Definizione di Euclide
Il primo ad introdurre il concetto di grandezza fu Euclide nel V libro degli Elementi (Euclide)
- Le grandezze vengono ripartite in classi, formate ciascuna di enti che corrispondono alla medesima definizione generica.
- Si stabiliscono opportuni procedimenti di confronto fra due qualsiasi grandezze di una medesima classe e per mezzo di questi procedimenti si definisce:
  - quando le due grandezze sono uguali e quando sono disuguali, e in questo secondo caso qual è la maggiore e quale la minore
  - quale altra grandezza della medesima classe è la somma e, nel caso che le grandezze siano disuguali, qual è la differenza delle due grandezze
  - quale numero è il rapporto dell'una all'altra grandezza
- il rapporto di una grandezza a un'altra è sempre un numero reale positivo
- il rapporto è 1 quando le due grandezze sono uguali fra loro
- è possibile istituire, in una semplice infinità di maniere diverse, corrispondenze biunivoche, ordinate e reciproche fra tutte le grandezze di una medesima classe e tutti i numeri reali positivi; queste corrispondenze biunivoche fanno corrispondere a grandezze uguali numeri uguali e viceversa; a grandezze disuguali numeri disuguali e viceversa; e infine rendono il rapporto di una grandezza ad un'altra uguale al quoziente dei numeri corrispondenti.

Questo complesso di proprietà definisce il concetto di grandezza enunciandone le proprietà essenziali, piuttosto che ricavare queste dalla definizione stessa.

## Definizione di Russell
Nel libro I principi della matematica, (1903) Bertrand Russell dice:

### Esempio concreto
Per meglio illustrare i concetti di Russell, utilizziamo un esempio.
La lunghezza è una delle proprietà dello spazio. Essa è però un concetto astratto che comprende una pluralità di termini: un chilometro è un termine astratto che partecipa del concetto di lunghezza; così pure un metro, un centimetro, un micron, sono tutti termini compresi nel concetto di lunghezza e che perciò partecipano di quel concetto. I termini sopra elencati stanno fra loro nel rapporto di maggiore o minore: infatti un chilometro è maggiore di un metro, un centimetro è maggiore di un micron ma è minore di un metro. Questi termini, chilometro, metro, centimetro, micron sono perciò grandezze della classe delle lunghezze. Il concetto di lunghezza o meglio la lunghezza è perciò una classe di grandezze.

## Misura di una grandezza
Scrive Russell nel libro citato:
Occorre porre in rilievo l'estrema generalità della definizione di misura data da Russell. La proprietà di essere misurabili, non è più un attributo intrinseco delle grandezze, come per Euclide, bensì le grandezze possono essere misurate mediante un'operazione che è totalmente estranea ad esse.